# Scogliera Beall
La scogliera Beall (in inglese Beall Reefs) è una scogliera antartica sottomarina, facente parte dell'arcipelago Windmill.
Localizzata ad una latitudine di 66° 18' sud e ad una longitudine di 110°27' est, la scogliera dista poco più di 2 km dall'Isola Beall, da cui prende il nome, e si trova a meno di 2 metri di profondità. La zona è stata scoperta nel 1961 da una spedizione partita dalla stazione Wilkes.